# Мезозойская история
Мезозойская история (азерб. Mezozoy əhvalatı) — советская мелодрама с элементами драмы 1976 года производства киностудии Азербайджанфильм, являющиеся экранизацией эссе Максуда Ибрагимбекова «Три врата счастья».

## Синопсис
В центре сюжета — совместная деятельность инженеров, лидеров нефтяных союзов и учёных, а также борьба за нефть, любовь и счастье. Первые работы в кино композитора Мобиля Бабаева и звукооператора Марата Искендерова, а также актрисы Зарнигяр Агакишиевой. Чуть ранее одноимённая пьеса была показана в Малом театре. Во время кинопроката фильм получил 1-ю категорию.

## Создатели фильма

### В ролях
Тофик Мирзаев — Тахиров
Малик Дадашов — Бадиров
Анатолий Татаров — Заур
Яшар Нури — Рауф
Амалия Панахова — Нармина
Регина Темир-Булат — Севда
Садых Гасанзаде — дядя Сабир
М. Абдуллаев
Джахангир Асланоглу — официальное лицо
Зарнигяр Агакишиева — продавщица
И. Потапов
Э. Алиев — Акиф
Г. Ситникова
Ф. Аширов
Г. Сиганков
Н. Зейналов
Рамиз Шейхов
Дадаш Казимов — нефтяник
Гасим Халилов в эпизодах,певец гитарист

### Административная группа
оригинальный текст и автор сценария: Максуд Ибрагимбеков
режиссёр-постановщик: Рашид Атамалибеков
вторые режиссёры: Эльмира Алиева, Алескер Алекперов
оператор-постановщик: Александр Панасюк
второй оператор: Вагиф Мурадов
монтажёры-постановщики: Рафига Ибрагимова, Александра Камагорова
художник-постановщик: Рафиз Исмаилов
художник-гримёр: В. Арапов
композитор: Мобиль Бабаев
звукооператор: Марат Искендеров
оркестр: Симфонический оркестр Государственного комитета кинематографии СССР
оператор комбинированных съёмок: Мирза Мустафаев
ассистенты режиссёра: Т. Мамедов, А. Шахбазов
ассистенты оператора: Хусейн Мехдиев, Р. Сафаралиев
ассистенты художника: Э. Зейналов, Х. Мирзаев
консультанты: А. Азиззаде (академик), А. Б. Сулейманов (доктор технических наук)
редакотор: Надежда Исмаилова
директор фильма: Семён Карагедов

## Награды и премии
Фильм был номинирован на Всесоюзный кинофестиваль в Москве и был удостоен премии 1-й степени.